# ジャック・ケーラー
ジャック・ケーラー（Jack Kehler、1946年5月22日 - 2022年5月7日）は、アメリカ合衆国の俳優。
ペンシルベニア州フィラデルフィア出身。ニューヨーク在住中の24歳の時に地元のアクターズ・スクールで演技を学び、1983年の『トレンジ・インベーダーズ』で映画デビュー。以降映画・テレビドラマで実力派俳優として名を馳せる。
2022年5月7日、カリフォルニア州ロサンゼルスの病院で白血病による合併症のため死去。75歳没。

## 出演作品
- 疑わしき戦い In Dubious Battle (2016)
- NCIS:LA 〜極秘潜入捜査班 シーズン4
- BONES -骨は語る- シーズン5
- マッドメン シーズン3
- コールドケース 迷宮事件簿 シーズン6
- メンタリスト シーズン1
- インヴィンシブル 栄光へのタッチダウン
- 2番目のキス（アル）
- NCIS 〜ネイビー犯罪捜査班 シーズン2
- 24 -TWENTY FOUR- シーズン3
- ラスベガス シーズン1
- メン・イン・ブラック2
- NYPDブルー シーズン1、シーズン3、シーズン10
- ビッグ・トラブル（レオナルド）
- トゥルー・クライム（ミスター・ジーグラー）
- ザ・プラクティス ボストン弁護士ファイル シーズン2
- 187
- マーダー・ワン シーズン2
- デス・クリフ
- 元大統領危機一発 プレジデント・クライシス
- 超常殺人者2
- ワイアット・アープ（ボブ・ハッチ）
- しゃべりすぎた女
- 誘惑のブレスレット
- セクシーナイト
- インディアナ・アドベンチャー ブラッドストーンの謎
- 高い城の男